# Código Baudot
O código Baudot, inventado por Émile Baudot  é um conjunto de caracteres anteriores ao EBCDIC e ASCII. Foi o predecessor do International Telegraph Alphabet nº 2 (ITA2), o código telex em uso até o advento da ASCII. Cada caractere do alfabeto é representado por uma série de bits assíncronos, enviados por um canal de comunicação como um fio telegráfico ou um sinal de rádio. A medida da taxa de símbolos é conhecida como baud, e o código é derivado do mesmo nome.

## História
Baudot inventou o seu código original durante o ano de 1870 e o patenteou em 1874. Era um código de 5 bits, com intervalos ligado-desligado iguais, o que permitiu a transmissão telegráfica do alfabeto romano e sinais de pontuação e de controle. Foi baseado em um código anteriormente desenvolvido por Carl Friedrich Gauss e Wilhelm Weber, em 1834.
O código era digitado em um teclado que tinha apenas cinco teclas como de um piano, operado com dois dedos da mão esquerda e três dedos da mão direita. Uma vez que as teclas tenham sido pressionado elas eram travadas até que os contatos mecânicos em uma unidade distribuidora passasse sobre o setor ligado a esse teclado em particular, quando o teclado era então desbloqueado e ficava pronto para o próximo caractere a ser inserido, com um clique audível (conhecido como o "cadência do sinal") para avisar o operador. Os operadores tinham de manter um ritmo constante, e a velocidade usual de operação era de 30 palavras por minuto. O código Baudot ficou conhecido como International Telegraph Alphabet Nº 1, e não é mais utilizado.

### Código Murray

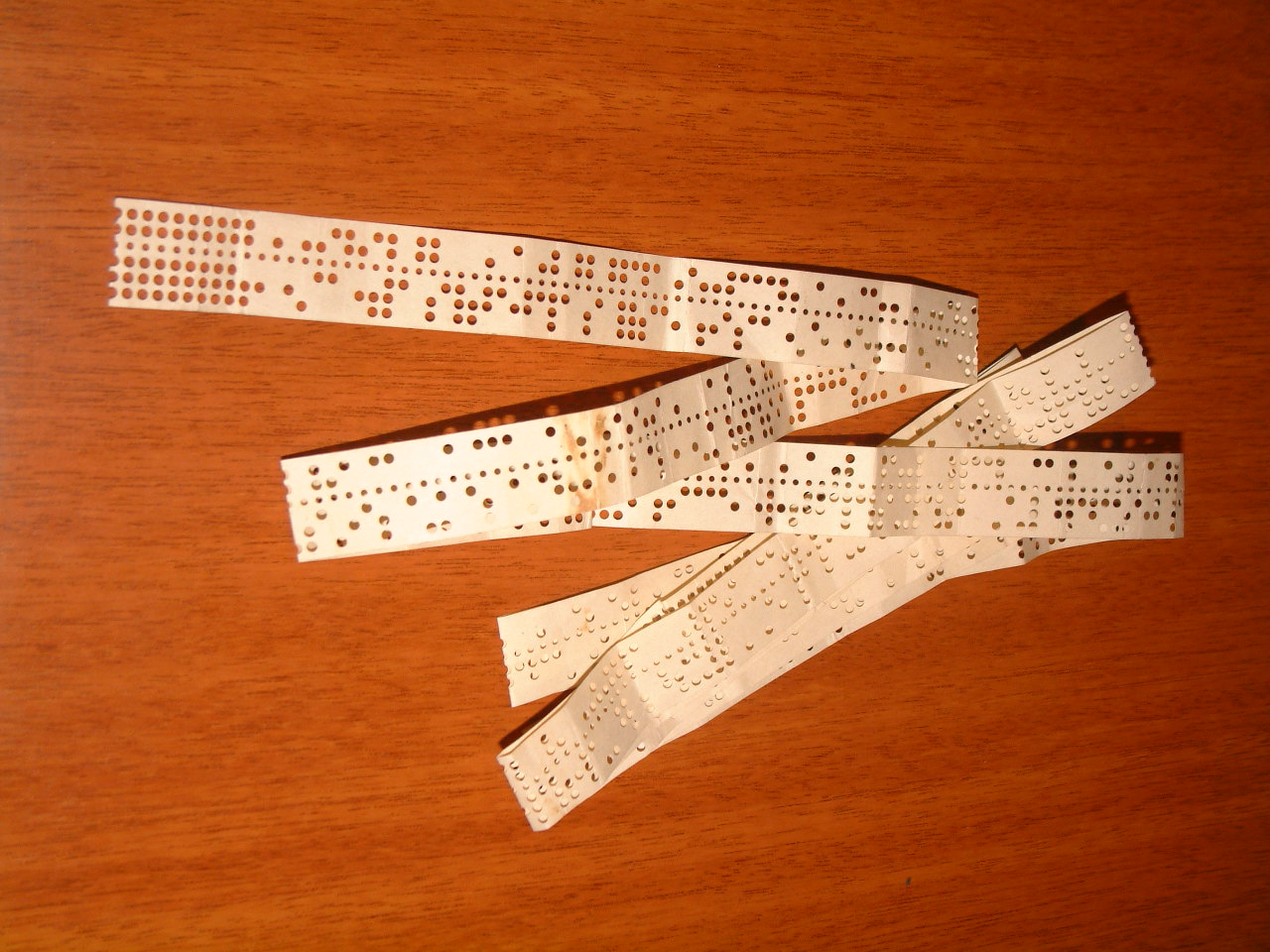
Fita de papel com furos no "código de Baudot"

Durante 1901 o código Baudot foi modificado por Donald Murray (1865-1945), demandado pelo seu desenvolvimento de um teclado parecido com uma máquina de escrever. O sistema de Murray empregava um passo intermediário, um perfurador de teclado, o que permitia um operador perfurar uma fita de papel, e um transmissor de fita para enviar a mensagem da fita perfurada. Na extremidade de recepção da linha, um mecanismo de impressão imprimia em uma fita de papel, e/ou reperfuradora poderia ser usada para fazer uma cópia da mensagem perfurada. . Como não havia mais uma correlação direta entre o movimento da mão do operador e os bits transmitidos, não havia qualquer necessidade de se preocupar em arranjar o código para minimizar a fadiga do operador e, em seu lugar, Murray projetou o código para minimizar o desgaste das máquinas, atribuindo as combinações de código com o menor número furos para a maioria dos caracteres mais freqüentemente usados.
O código de Murray também introduziu o que mais tarde ficou conhecido como "efetores de formato" ou "caracteres de controle" - os códigos CR (Carriage Return) e o LF (Line Feed). Alguns dos códigos Baudot mudaram-se para posições onde já estevam desde então: o nulo (NULL) ou em branco (BLANK) e o código DEL. NULL/BLANK eram usados como um código ocioso para quando não havia mensagens sendo enviadas.
As primeiras máquinas British Creed usaram o sistema Murray.

### Western Union
O código de Murray, foi aprovado pela Western Union, que usou até os anos 1950, com algumas alterações, que consistiam de omitir alguns caracteres e adicionar mais códigos de controle. Um caracter SPC explícito (espaço) foi introduzido, no lugar do branco/nulo, e um novo caracter de campainha tocava um sinal sonoro produzido no receptor. Além disso, o código de caracter WRU ou "Quem é você?" foi introduzido, o que fez com que a máquina receptora pudesse enviar uma corrente de identificação para o remetente.

### ITA2
Por volta de 1930, o CCITT introduziu o código  International Telegraphy Alphabet No. 2 (ITA2) como um padrão internacional, que foi baseado no código da Western Union com algumas pequenas alterações. O Estados Unidos padronizaram uma versão do ITA2 chamada American Teletypewriter code (USTTY), que foi a base para os códigos de 5 bits dos teletipos até a estreia do ASCII de 7 bits em 1963.
O código ITA2 ainda é usado em TDDS e algumas aplicações para rádio amador, como radioteletipo ("RTTY"). Embora seja significativamente diferente do código original de Baudot, é, no entanto, muitas vezes incorretamente referido como "Código de Baudot". O código Baudot original foi adaptado para ser enviado a partir de um teclado manual e nenhum equipamento de telex chegou a ser construído usar o código em sua forma original.

## Nomenclatura
Quase todos os equipamentos de telex do século XX utilizaram o código da Western Union, ITA2, ou suas variantes. Os radioamadores casualmente chamavam o ITA2 e variantes "baudot" incorretamente, e mesmo o manual Amateur Radio Handbook da American Radio Relay League faz isso, embora suas mais recentes edições das tabelas de códigos corretamente o identificam como ITA2.

## Detalhes
NOTA: Esta tabela pressupõe que o espaço denominado "1" por Baudot e Murray está mais à direita, e é menos significativo. A ordem real de transmissão variou de acordo com o fabricante.

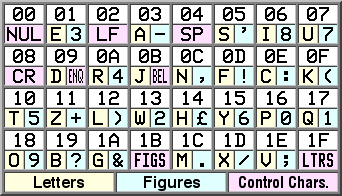
Tabela dos códigos da ITA2 (hexadecimal)

Na tabela ITA2, os caracteres são expressos utilizando cinco bits. A ITA2 usa dois sub-conjuntos de código: o "conjunto de letras" (LTRS), e o "conjunto de figuras" (FIGS). O caracter denominado "FIGS" (11011) sinaliza que o código a seguir deve ser interpretado como sendo do conjunto de figuras, até que este seja reposto pelo caracter denominado "LTRS" (11111) que sinaliza que daí em diante seja interpretado pelo conjunto de letras. "ENQ" (de enquiry) irá iniciar um disparo para que a outra máquina responda de volta. Ele significa "Quem é você?"
CR é o símbolo para carriage return (retorno de carro), LF é o símbolo para line feed (avanço de linha), BEL é o símbolo para campainha que toca uma pequena campainha (frequentemente utilizada para alertar os operadores a uma mensagem recebida), SP é o espaço, e NUL é o caracter null character (nulo) (fita em branco).
Observação: as conversões de binário dos pontos de código são frequentemente mostradas em ordem inversa, dependendo (presumivelmente) de que lado se vê a fita de papel. Note ainda que os caracteres de controle foram escolhidos de modo que eles fossem simétricos ou em pares úteis para que a inserção de uma fita de "cabeça para baixo" não resultasse em problemas para o equipamento e o resultado impresso pudesse ser decifrado. Assim, FIGS (11011), LTRS (11111) e espaço (00100) são invariáveis, enquanto que CR (00010) e LF (01000), geralmente utilizados como um par, resultavam na saída mesmo quando a fita era invertida. LTRS também poderia ser usada para sobrepor caracteres a serem excluídos de uma fita de papel perfurada (muito parecido com DEL no código ASCII de 7 bits).
A seqüência RYRYRY ... é frequentemente usada em mensagens de teste, e no início de cada transmissão. Uma vez que R é 01010 e Y é 10101, a seqüência exercita muito os componentes mecânicos de um teletipo causando tensão máxima. Além disso, ao mesmo tempo, ajustes finos do receptor são feitos utilizando-se duas luzes coloridas (um para cada tom). "RYRYRY ..." produz 0101010101 ..., o que faz as luzes brilhar com brilho igual quando a afinação está correta. Esta sequência de ajuste só é útil quando o ITA2 é usado com dois tons de modulação FSK , como é comumente visto com uso de Radio-Teletipos.
Implementações americanas do código Baudot podem diferir na adição de alguns caracteres, como #, & na camada FIGS. A tabela acima representa os código TTY americano.
A versão em russo do código Baudot (MTK-2) usou três modos; o modo Letras em cirílico, ativado pelo caractere (00000). Devido ao grande número de caracteres em alfabeto cirílico, os caracteres !, &, £, e BEL foram omitidos e substituídos por letras do alfabeto cirílico.